# Josef Philippovich von Philippsberg
Josef Philippovich von Philippsberg noto anche come Josip Filipović (Gospić, 28 aprile 1818 – Praga, 6 agosto 1889) è stato un generale austriaco.

## Biografia

### I primi anni
Joseph Philippović von Philippsberg nacque il 30 aprile (alcune fonti indicano il 28 aprile) 1818, figlio del capitano Leopold Philippović von Philippsberg, membro di un'antica famiglia bosniaca di Gospić. La famiglia era stata nobilitata nella persona del padre di Leopold, il tenente Elias Philippović del Karlstädter Liccaner Grenzinfanterieregiment Nr.1 nel 1781.
Come i suoi antenati, anche Joseph entrò nel servizio militare austriaco all'età di 16 anni il 1º settembre 1834, come cadetto del Liccaner Grenzinfanterieregiment Nr.1. Nominato cadetto del reggimento il 1º febbraio 1836, venne trasferito al Pioneer-Corps dal 1º aprile di quell'anno e concluse con questo corpo la sua formazione nella scuola per pionieri di Tulln an der Donau, dalla quale uscì col grado di Sottotenente di II classe il 1º aprile 1839. Il 16 dicembre 1842 venne promosso al rango di Sottotenente di I classe e dal 29 settembre 1843 venne trasferito allo staff del Quartiermastro generale, ricevendo simultaneamente la promozione a Tenente.

### La Rivoluzione ungherese
Promosso Capitano il 20 settembre 1847, nel 1848-49 prese parte alla campagna per la repressione della Rivoluzione ungherese del 1848. Inizialmente venne inquadrato come deputato capo dello staff del 1º Corpo sotto il comando di Josip Jelačić durante l'insurrezione di Vienna. In particolare si distinse poi a Sophien-Brücke ed a Schwechat. Ferito lievemente durante la presa di Vienna, venne coinvolto nella battaglia di Parndorf del 16 dicembre di quell'anno. Promosso Maggiore il 13 novembre 1848, venne assegnato al Warasdiner Grenz-Regiment e per i meriti di servizio in quello stesso anno ottenne la Croce al Merito Militare. Durante la campagna del 1849 il maggiore von Philippovic combatté a Téteny con il 3º Reggimento di fanteria, nella battaglia di Kápolna del 26 e 27 febbraio, a Isaszeg il 6 aprile, nelle tre battaglie di Pest dell'11, 16 e 21 aprile, nell'assalto di Neusatz del 12 giugno, nello scontro di Ó-Becse del 25 giugno e nella battaglia di Hegyesd del 14 luglio. Per aver partecipato, distinguendosi, in queste battaglie, ottenne la croce di cavaliere dell'Ordine Imperiale di Leopoldo.

### La Seconda guerra d'indipendenza italiana e la Battaglia di Solferino
Il 12 settembre 1851 von Philippović venne nominato aiutante generale del Bano di Croazia con la promozione simultanea a Tenente Colonnello e poi a Colonnello, posto a capo del Warasdiner-Kreuzer 5. Grenz-Regiment dal 1º gennaio 1853. Sposò Leontine von Joelson (1832-1893) il 27 dicembre 1856 dalla quale poi avrà cinque figli, due figli e tre figlie. Tragicamente entrambi i suoi figli maschi morirono infanti e le figlie morirono tutte relativamente in tenera età. Promosso Maggiore Generale il 19 aprile 1859, comandò una brigata durante la Seconda guerra d'indipendenza italiana contro Francia e Piemonte nell'VIII corpo del generale Benedek. Durante la battaglia di Solferino e San Martino del 24 giugno la sua brigata resistette eroicamente per dodici ore all'attacco nemico di gran lunga superiore, perdendo 23 ufficiali e 847 uomini sui 4.545 che aveva originariamente. In riconoscimento della sua condotta e per le sue capacità di comando nella battaglia di Solferino e San Martino, il Maggiore Generale von Philippović ottenne la II classe dell'Ordine della Corona Ferrea il 17 dicembre 1859 e venne elevato al rango di Barone il 20 marzo 1860. Negli anni 1861, 1864 e 1865 fu commissario imperiale al congresso ecclesiastico serbo, ottenendo la croce di cavaliere dell'Ordine Reale di Santo Stefano d'Ungheria.

### Altri incarichi e la conquista della Bosnia e dell'Erzegovina
Nella guerra contro la Prussia e l'Italia nel 1866, il barone von Philippović prestò servizio come comandante del II corpo dell'armata settentrionale. Assistente al bombardamento di Kukus il 30 giugno di quell'anno e prese parte alla Battaglia di Königgrätz il 3 luglio e poi prese parte alla Battaglia di Swiepwald. Durante le successive prese di Olmütz e Presburgo, venne promosso Feldmaresciallo Luogotenente il 16 luglio. A seguito della cessazione delle ostilità, il barone von Philippović venne nominato Generale della 1ª divisione di fanteria a Vienna il 6 settembre ed ottenne il titolo onorifico di Colonnello del 35º reggimento di fanteria dal 5 dicembre 1867. Il 18 gennaio 1870 venne nominato comandante generale dell'VIII divisione di fanteria di stanza a Innsbruck con la responsabilità nella difesa sia del Tirolo che del Vorarlberg. Promosso Feldzeugmeister il 28 gennaio 1874 egli venne nel contempo nominato comandante generale a Brünn da cui poco dopo diede le dimissioni per recarsi al comando generale di Praga dal 14 giugno 1874.
Nel 1878 venne prescelto al comando delle forze per l'occupazione della Bosnia e dell'Erzegovina venendo nominato dal 3 luglio di quell'anno alla carica di comandante generale del XIII corpo che venne impiegato per questo proposito. Dopo la presa di Sarajevo il 19 agosto, von Philippović assunse il comando della nuova 2ª armata e completò l'occupazione dell'Erzegovina dal 19 ottobre 1878. Con la conclusione positiva dell'operazione, divenne commendatore dell'Ordine militare di Maria Teresa il 2 maggio 1879. Con la dissoluzione della 2ª armata il 18 novembre 1878 egli tornò nuovamente al comando generale di Praga. Il 6 aprile 1881 venne nominato generale comandante a Vienna anche se, secondo sua richiesta, dall'8 aprile dell'anno successivo chiese di tornare a Praga. Rimase in tale incarico sino al 6 agosto 1889.